# Kyselina behenová
Kyselina behenová (systematický název kyselina dokosanová) je nasycená mastná kyselina s 22 atomy uhlíku v molekule.

## Zdroje
Kyselina behenová patří s 9% zastoupením k nejvýznamnějším složkám oleje z moringy olejodárné.
Tato kyselina se rovněž vyskytuje v některých jiných olejích a olejninách jako jsou řepkový a arašídový olej.

## Vlastnosti
Kyselina behenová je v organismu málo vstřebávána. I přes svoji nízkou biodostupnost ve srovnání s kyselinou olejovou způsobuje zvýšení koncentrace cholesterolu v krvi.

## Použití
Kyselina behenová se často používá na výrobu kondicionérů a zvlhčovačů, kterým dodává jejich vyhlazovací vlastnosti. Také se využívá jako složka maziv a jako rozpouštědlo ke zpomalení odpařování v odstraňovačích barev. Její amid se používá k zabránění pěnění u detergentů, podlahových leštidel a nekapavých svíček.